# ماسيميليانو إيراتي
ماسيميليانو إيراتي (مواليد 27 يونيو 1979) هو حكم كرة قدم إيطالي حصل على الشارة الدولية من قبل الفيفا في 2017.